# Trochalus plagiger
Trochalus plagiger är en skalbaggsart som beskrevs av Louis Albert Péringuey 1892. Trochalus plagiger ingår i släktet Trochalus och familjen Melolonthidae. Inga underarter finns listade i Catalogue of Life.